# The Chieftains

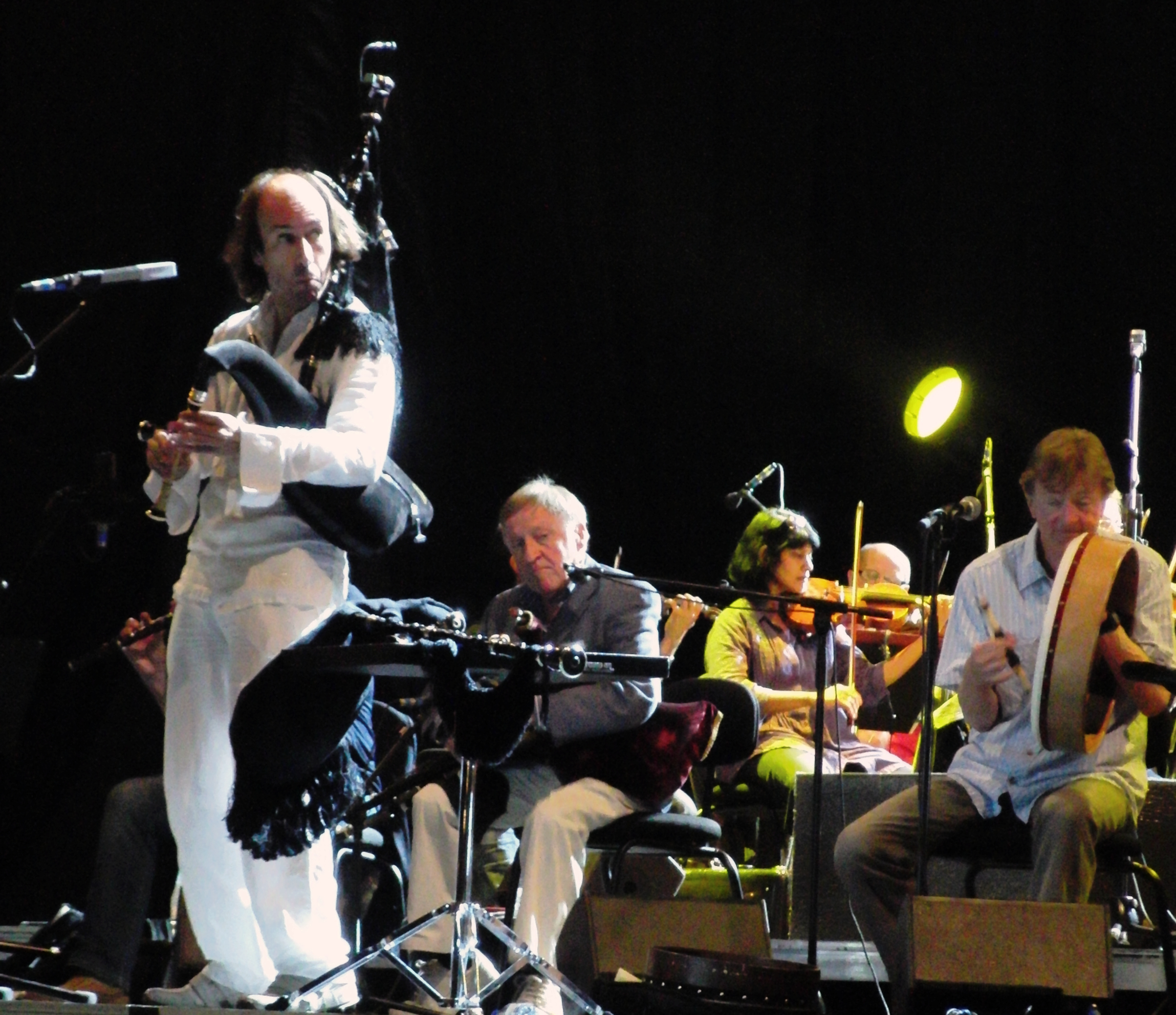
The Chieftains & Carlos Nuñez

The Chieftains és una banda irlandesa de música tradicional, fundada el 1962, any de l'enregistrament del seu primer LP titulat simplement The Chieftains. La seua composició inicial fou Paddy Moloney (gaita irlandesa), Martin Fay (violí i ossos, instrument de percussió tradicional), Seán Potts (flauta metàl·lica irlandesa) i David Fallon (bodhrán). Tots ells eren músics procedents de Ceoltóirí Cualann, l'orquestra de Seán O'Ríada i de l'escena de pubs de Dublín. L'èxit de la formació exclusivament instrumental fou una sorpresa, ja que l'emergent escena folk irlandesa es nodria principalment de les aportacions que els cantants de grups com The Dubliners o The Clancy Brothers realitzaven.
La formació publicà el seu segon disc, The Chieftains 2, el 1969 amb alguns canvis: Seán Keane s'incorporà com violinista i Peadar Mercier reemplaçà a David Fallon en el bodhrán. L'any 1971, que el seu tercer disc The Chieftains 3 eixí al mercat suposà l'enlairament de la banda i el reconeixement al seu estil, fortament tradicional però amb innovacions enriquidores. La banda tocà per primera vegada als Estats Units d'Amèrica el 1972, al que seguiren diverses gires el 1973 i 1974.
Els seus components: Seán Keane, Martín Fay, Derek Bell, Matt Molloy, Kevin Conneff i Paddy Moloney han realitzat en el grup més de quaranta enregistraments, a part de les realitzades per cadascun per separat. El grup també ha realitzat projectes per a revitalitzar el folklore irlandès encara que últimament el grup ha intentat dur la seua música cap a una fusió amb la música d'altres artistes com poden ser The Corrs, Mark Knopfler, Mick Jagger, Sting, Carlos Núñez, Sinéad O'Connor, Kepa Junkera o Ry Cooder. Diversos dels seus treballs més importants són "An Irish Evening", "The Celtic harp", "The long black veil" i "Santiago".

## Discografia
1. The Chieftains 1 (1963)
2. The Chieftains 2 (1969)
3. The Chieftains 3 (1971)
4. The Chieftains 4 (1973)
5. The Chieftains 5 (1975)
6. The Chieftains 6: Bonaparte's Retreat (1976)
7. The Chieftains 7 (1977)
8. The Chieftains Live!  (1977)
9. The Chieftains 8 (1978)
10. The Chieftains 9: Boil the Breakfast Early (1979)
11. The Chieftains 10: Cotton-Eyed Joe (1981)
12. The Year of the French (1982)
13. Concert Orchestra (1982)
14. The Chieftains in China (1985)
15. Ballad of the Irish Horse (1986)
16. Celtic Wedding (1987)
17. In Ireland ("James Galway and the Chieftains") (1987)
18. Irish Heartbeat - With Van Morrison (1998)
19. The Tailor Of Gloucester (1988)
20. A Chieftains Celebration (1989)
21. Over the Sea To Skye: The Celtic Connection - With James Galway (1990)
22. Bells of Dublin (1991)
23. Another Country (1992)
24. An Irish Evening (1992)
25. Best of the Chieftains (1992)
26. The Celtic Harp: A Tribute To Edward Bunting (1993)
27. The Long Black Veil (1995)
28. Film Cuts (1996)
29. Santiago (1996)
30. Long Journey Home (1998)
31. Fire in the Kitchen (1998)
32. Tears of Stone (1999)
33. Water From the Well (2000)
34. The Wide World Over (2002)
35. Down the Old Plank Road: The Nashville Sessions (2002)
36. Further Down the Old Plank Road (2003)
37. The Long Black Veil (2004 Mobile Fidelity Gold CD reissue)
38. Live From Dublin: A Tribute To Derek Bell (2005)
39. The Essential Chieftains (2006)
40. San Patricio (2010) (amb Ry Cooder)
41. Voice of Ages (2012)